# Axel Lindahl

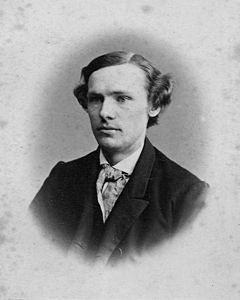
Axel Lindahl

Axel Theodor Lindahl (Mariestad, 1841 – 1906) was een Zweeds fotograaf, vooral bekend geworden door zijn foto's van Noorse landschappen en steden aan het einde van de 19e eeuw.

## Leven en werk
Lindahl werd geboren in Mariestad in Zuidwest Zweden. Samen met zijn broer Udo opende hij in 1865 een fotostudio in Uddevalla. Binnen een jaar werd zijn werk vervolgens al geëxposeerd in diverse musea. In 1867 verhuisde hij zijn fotostudio naar Göteborg, waarna zijn interesse in landschapsfotografie ontstond, aanvankelijk van de Zweedse westkust. In 1883 verkocht hij zijn fotostudio en richtte zich volledig op de landschapsfotografie, toen met name van Noorwegen, waar hij van 1883 tot 1889 leefde. Hij werkte nauw samen met de uitgever Rich. Andvord.
De foto’s van Lindahl benadrukken niet zozeer de grootsheid van de natuur, maar kenmerken zich vooral door de harmonie en esthetiek in de compositie.
Tot aan het einde van de 19e eeuw maakte Lindahl zo’n 1900 negatieven. Deze werden later overgenomen door Anders Beer Wilse en kwamen uiteindelijk terecht bij het Norsk Folkemuseum in Oslo.

## Galerij

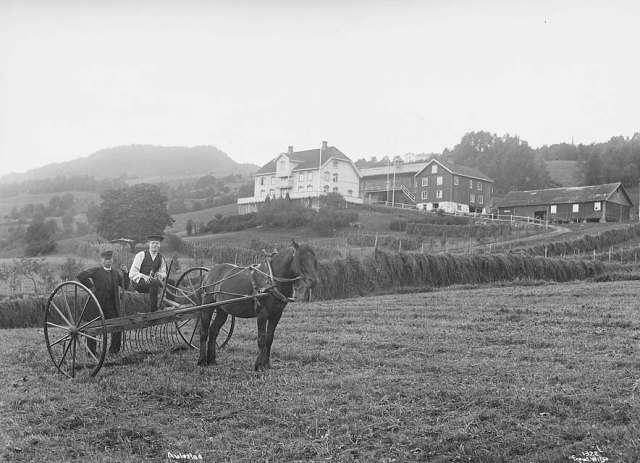
Landgoed Aulestad, in Follebu
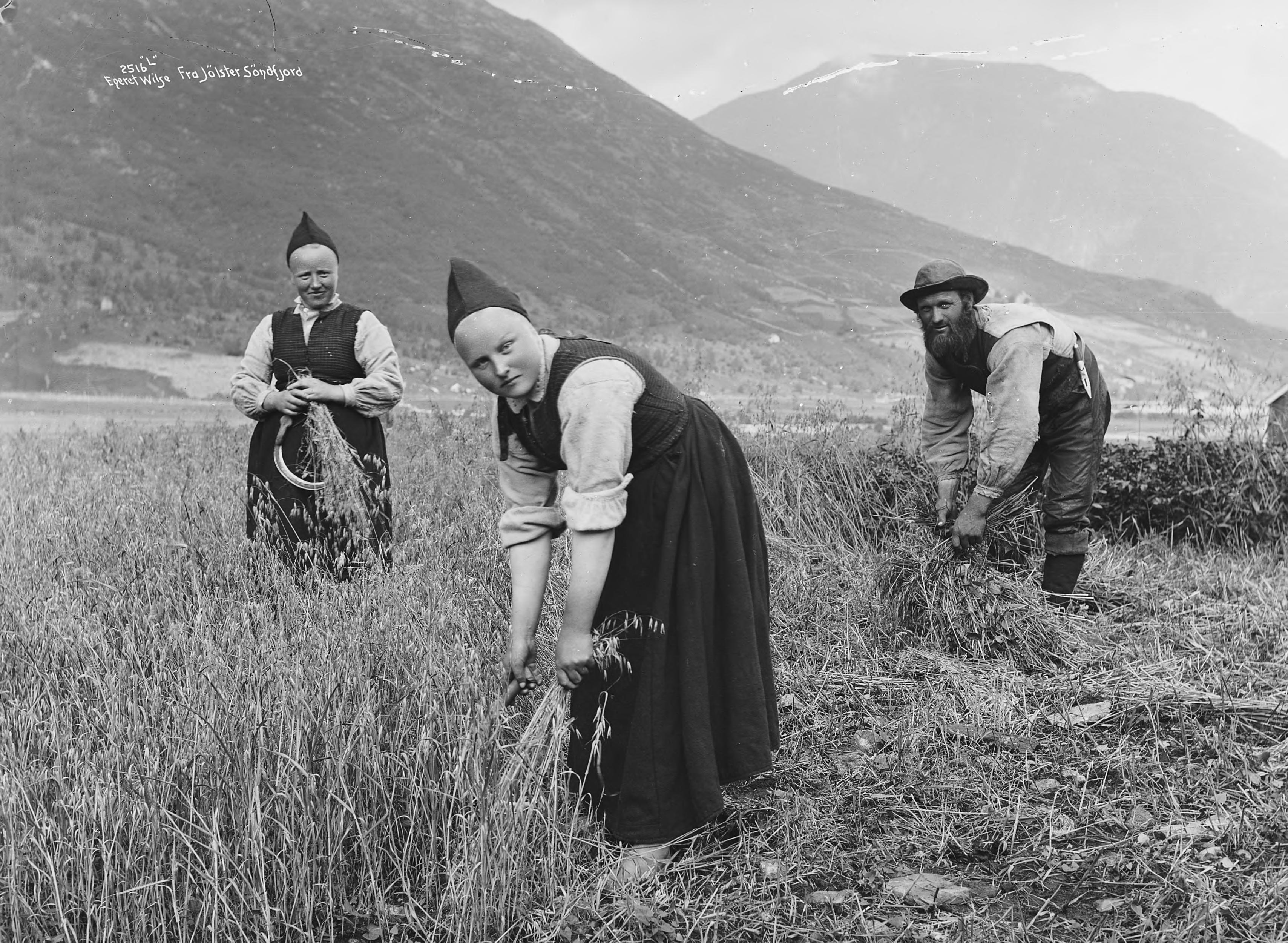
Haveroogst in Jølster
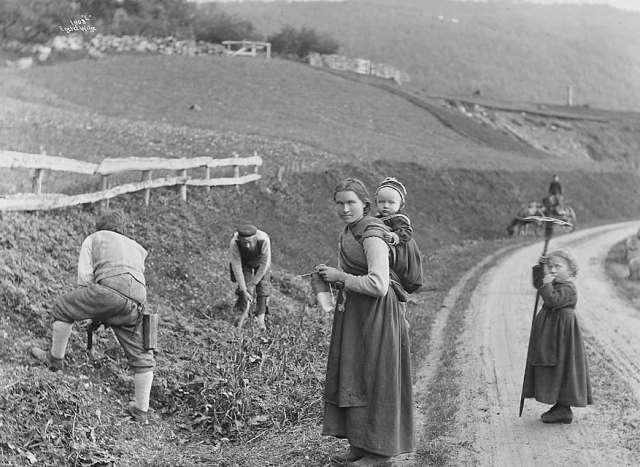
Maaieres aan de wegrand
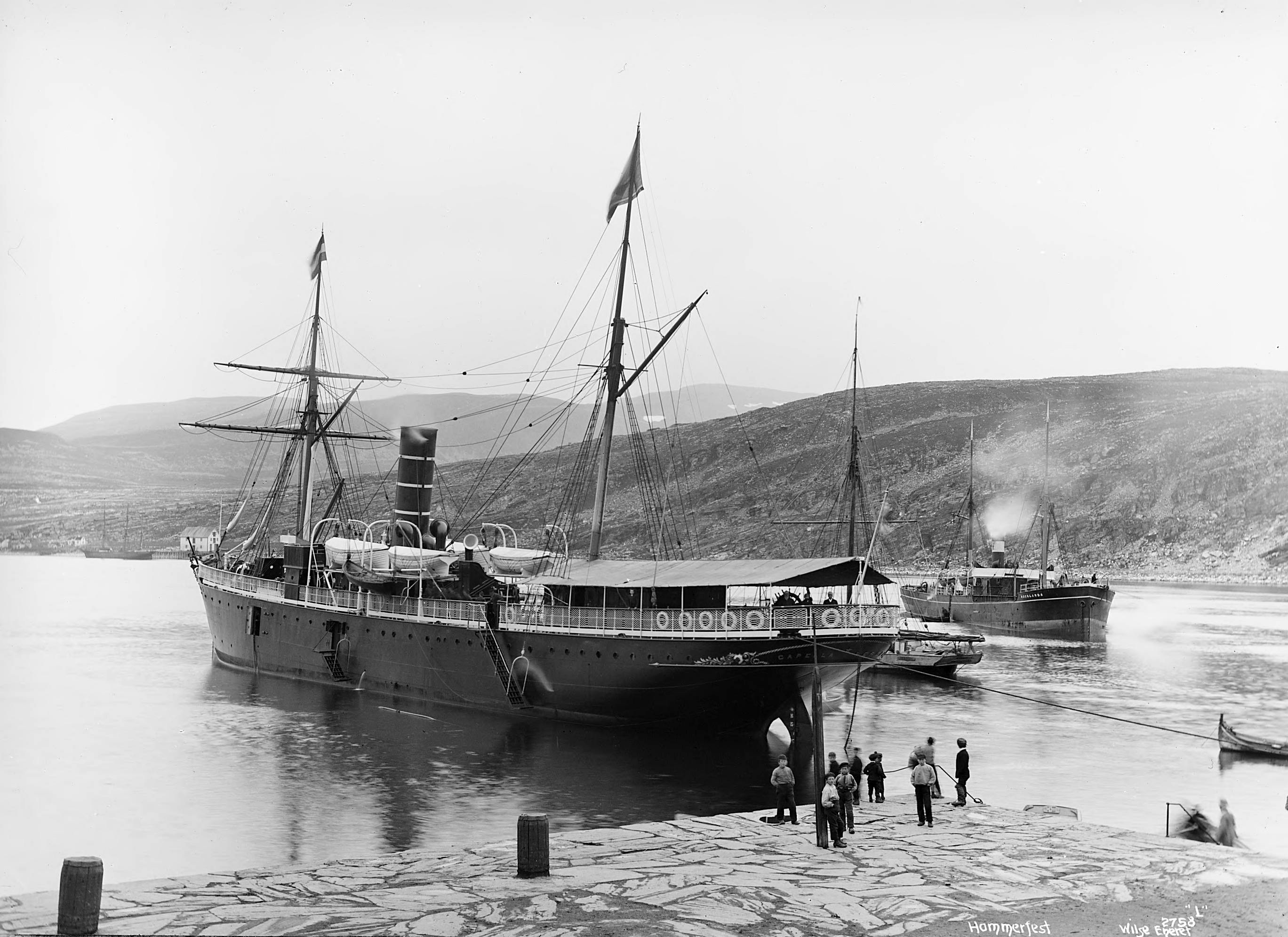
De Capella, Hammerfest
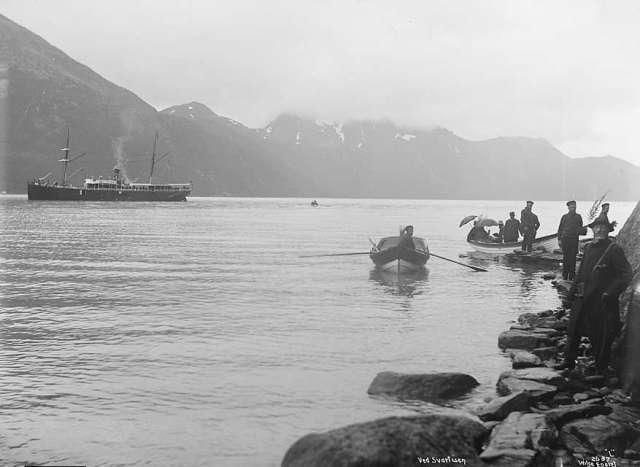
Engabreen
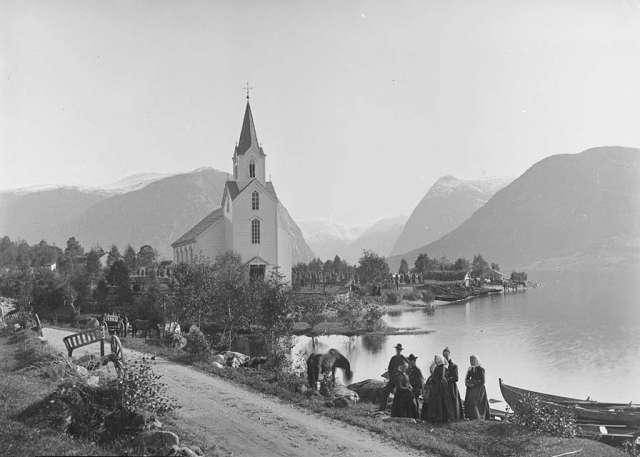
Helgheim kerkje in Jølster
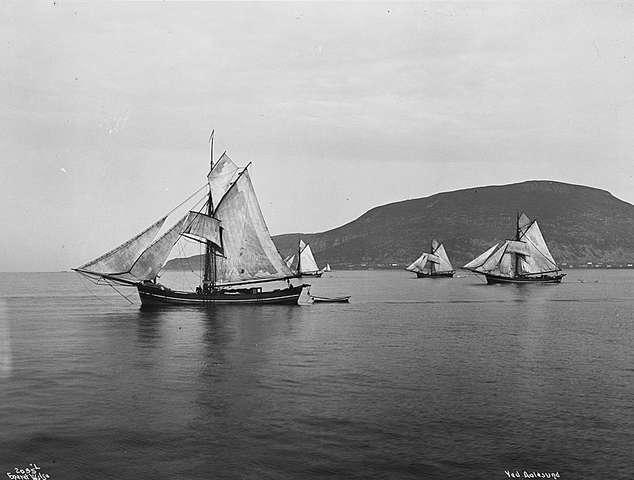
Jekter
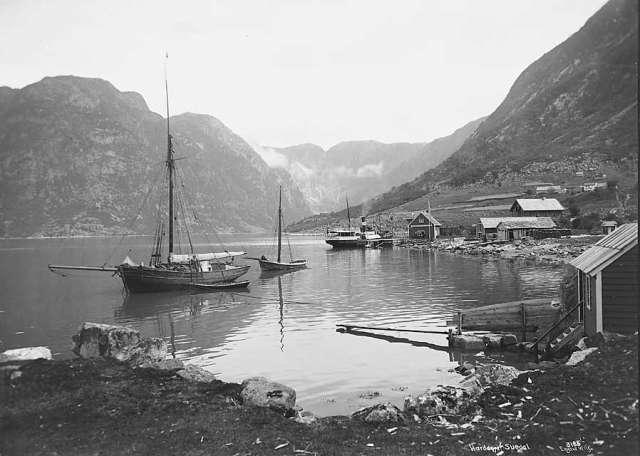
Maurangsfjord, Kvinnherad
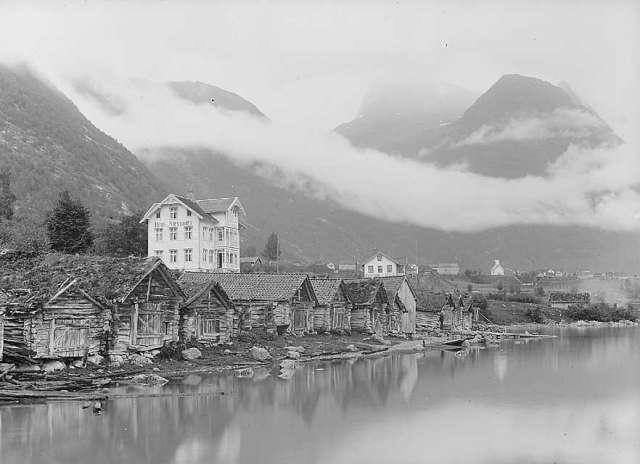
Hotel Alexandra, Loen
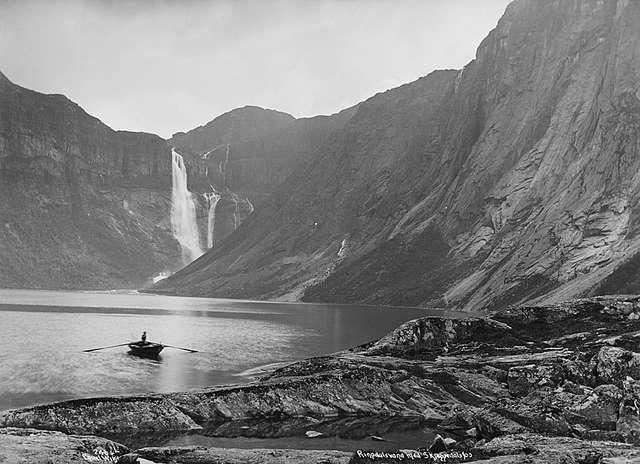
Ringedalsmeer, Odda
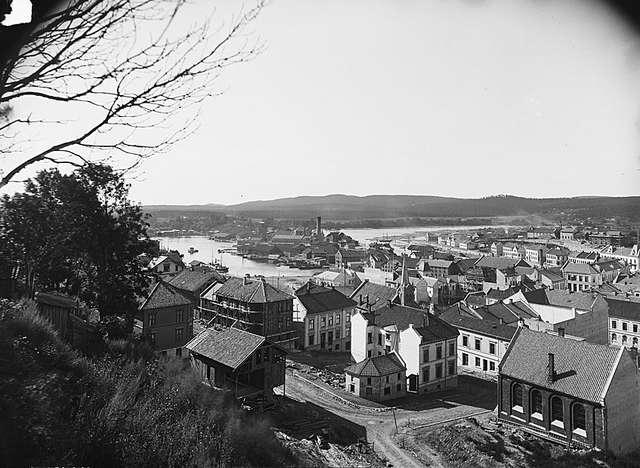
Skien
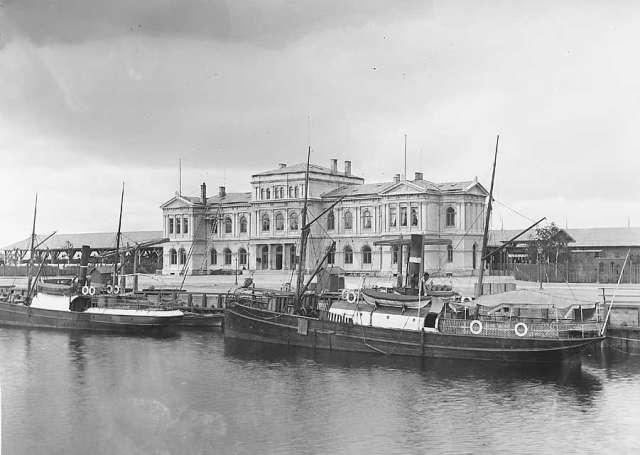
Trondheim
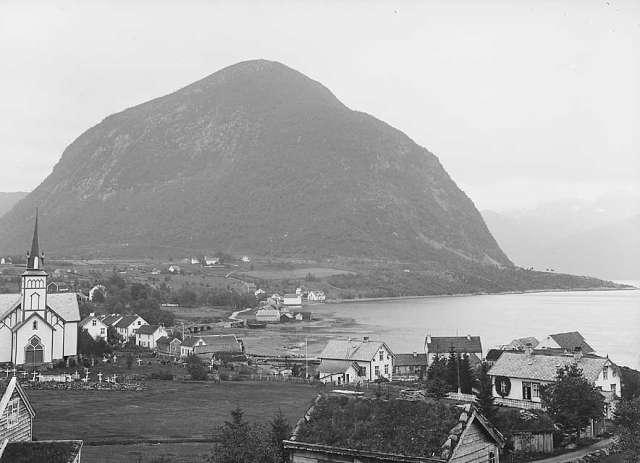
Volda
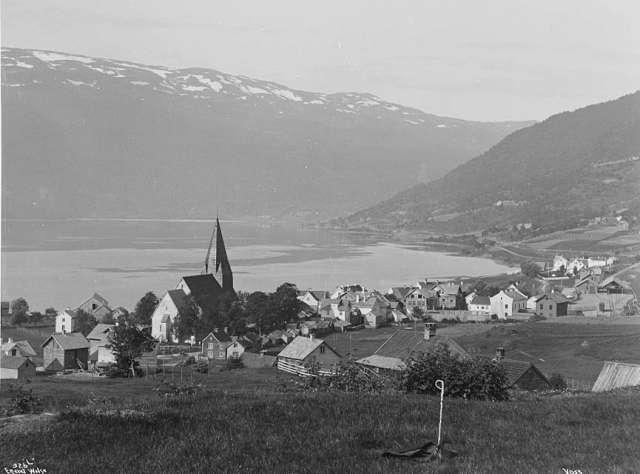
Vossevangen
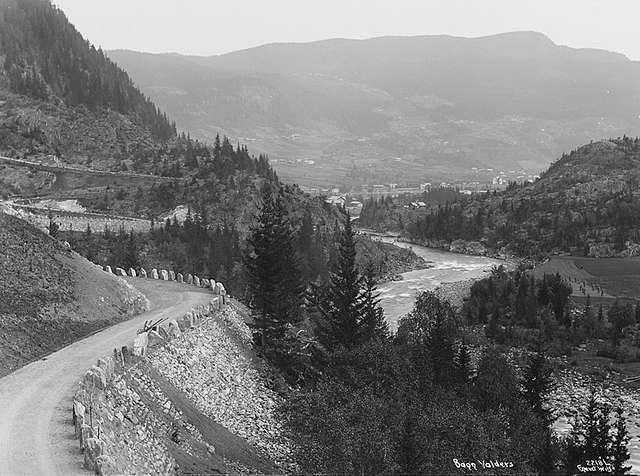
Valdres
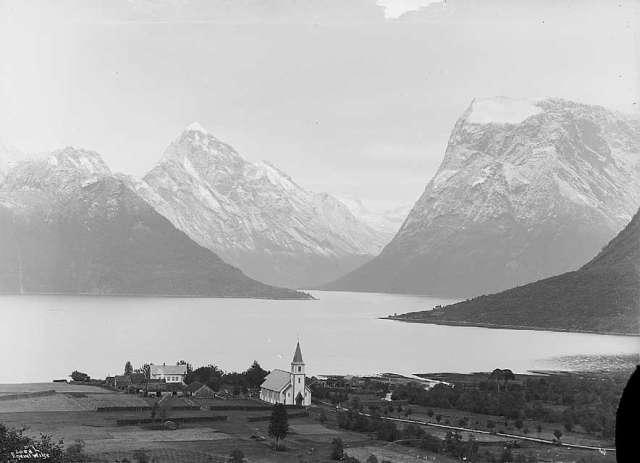
Hjoerundfjord kerkje in Ørsta
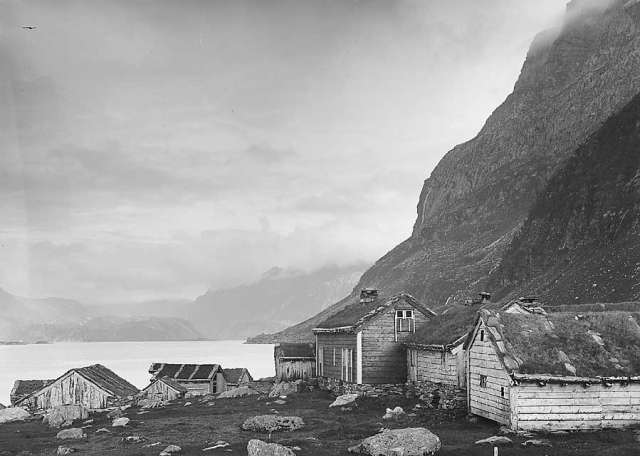
Homelen in Nordfjord
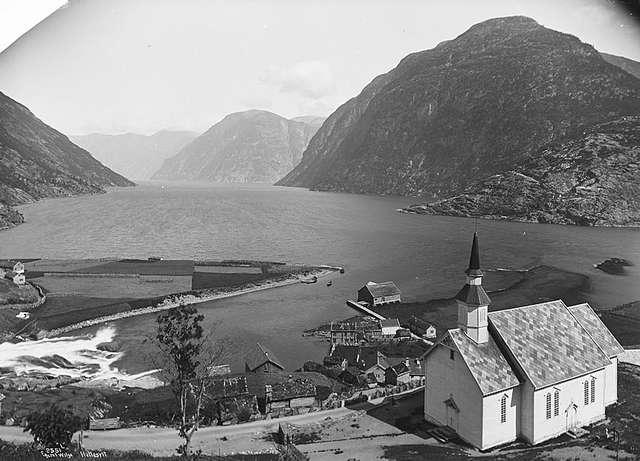
Sunnylven kerkje in Hellesylt
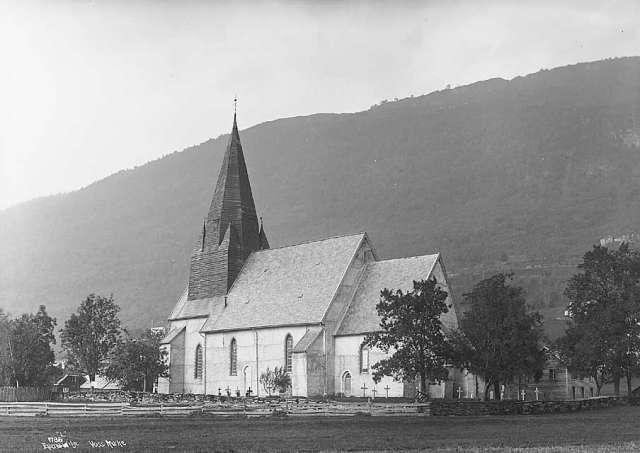
Voss kerkje
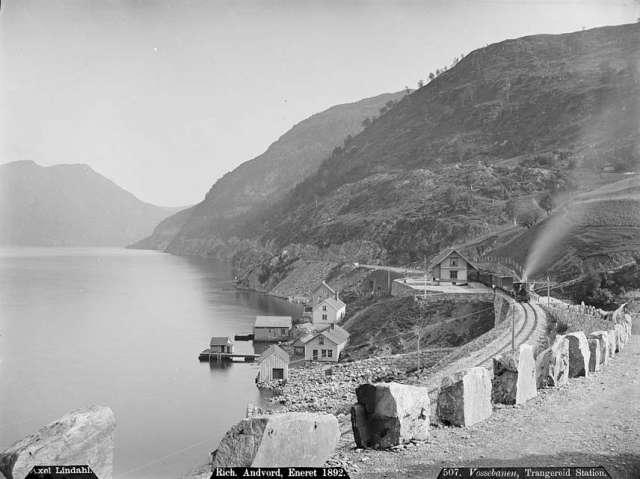
Trengereidstation, Vossebanen Arna